# نماتابی

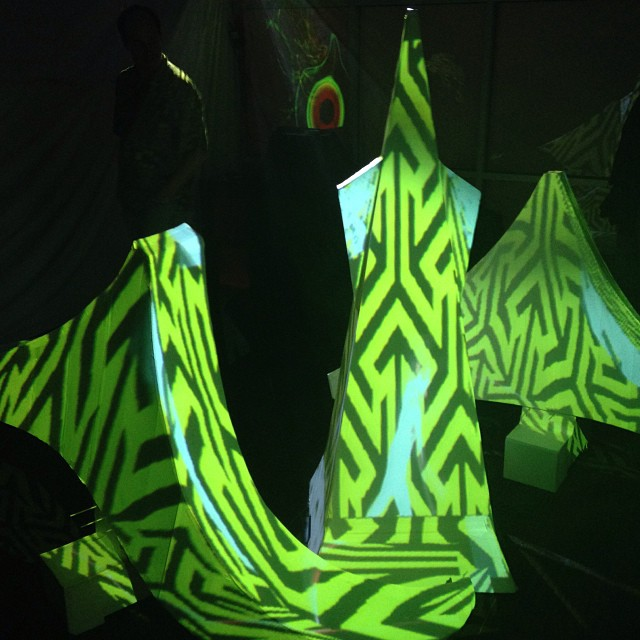

نماتابی یا ویدیومپینگ (به انگلیسی: video mapping) یک فناوری نمایش است که برای انتقال اشیا، مخصوصاً اشیایی که شکل نامتقارن دارند به صفحهٔ نمایش برای نمایش با فراتابی استفاده می‌شود. این اشیاء می‌توانند مناظر صنعتی پیچیده مثل ساختمان‌ها باشند. نقشه جسم دو یا سه بعدی با استفاده از نرم‌افزاری تخصصی به صورت فضایی در یک برنامه مجازی ترسیم می‌شود که محیط واقعی پیرامون آن جسم را نمایش می‌دهد. می‌توان این نرم‌افزار را با یک پروژکتور همراه کرد و تصویر دلخواه را روی آن شیء انداخت. هنرمندان و تبلیغ کنندگان از این تکنیک استفاده می‌کنند و می‌توانند ابعاد بیشتر، توهم بصری و حرکت‌هایی را به اشیاء ساکن اضافه کنند. معمولاً این ویدئو را با صدا همراه می‌کنند تا یک روایت دیداری_شنیداری خلق کنند.